# Левда, Василий Тарасович
Василий Тарасович Левда (11 января 1921 — 15 января 1995) — участник Великой Отечественной войны, стрелок 610-го стрелкового полка (203-я стрелковая дивизия, 6-я армия, 3-й Украинский фронт), полный кавалер ордена Славы.

## Ранние годы
Родился 11 января 1921 года в селе Октябрьское ныне Ипатовского р-на Ставропольского края, в крестьянской семье. Русский. После окончания 4-х классов школы работал помощником чабана. Затем на стройке Невинномысского канала.

## В годы Великой Отечественной войны
Участник Великой Отечественной войны с июня 1941 года.
Разведчик взвода пешей разведки Левда В. Т. в составе своего полка принимал участие в боевых действиях под Вильнюсом, Минском, Киевом, Сталинградом, Курском, Орлом, Днепропетровском. Освобождал Николаев, Никополь, Одессу. Был трижды ранен.
10 апреля 1944 года, в наступательном бою под Одессой, Левда гранатой уничтожил огневую точку противника с расчётом, 3 гитлеровцев взял в плен.
Приказом от 20 апреля 1944 года за образцовое выполнение заданий командования в боях с немецко-фашистскими захватчиками Левда Василий Тарасович награждён орденом Славы 3-й степени (№ 63135).
В ночь на 14 мая 1944 года, помощник командира взвода пешей разведки Левда с группой разведчиков совершил вылазку в тыл противника у населенного пункта Перерыта в излучине реки Днестр (15 км южнее города Дубоссары, Молдавия), одним из первых ворвался в траншею, где в рукопашной схватке уложил двух гитлеровцев. Затем участвовал в отражении контратак противника. В результате оборонительных боев уничтожил ещё 6 гитлеровских солдат.
Приказом от 31 мая 1944 года за образцовое выполнение заданий командования в боях с немецко-фашистскими захватчиками Левда Василий Тарасович награждён орденом Славы 3-й степени.
Указом Президиума Верховного Совета СССР от 30 ноября 1977 года за образцовое выполнение заданий командования в боях с немецко-фашистскими захватчиками Левда Василий Тарасович перенаграждён орденом Славы 1-й степени (№ 1949).
20 ноября 1944 года, разведчик взвода пешей разведки того же полка, дивизия (53-я армия, 2-й Украинский фронт) Левда В. Т. с группой разведчиков прошёл во вражеский тыл (15 км западнее города Эгер, Венгрия) и захватил в плен двух гитлеровцев. Затем, находясь в ночной засаде уничтожил до 10 солдат противника, 1 взят в плен.
Приказом от 9 января 1945 года за образцовое выполнение заданий командования в боях с немецко-фашистскими захватчиками Левда Василий Тарасович награждён орденом Славы 2-й степени (№ 8820).

## Послевоенное время
После войны Василий Тарасович демобилизовался, вернулся в родное Октябрьское. Работал бригадиром, заведующим фермой, трудился в колхозе им. Ипатова, чабановал, возглавлял овцекомплекс. За свой труд он был награждён в 1976 году орденом Трудового Красного Знамени, также ему было присвоено звание «Заслуженный колхозник».
Женат, трое детей (сын Иван, дочери Евдокия и Антонина).
Умер Василий Тарасович 15 января 1995 года, захоронен на кладбище в селе Октябрьское.

## Награды
- тремя орденами Славы всех степеней,
- орденами Отечественной войны 1-й степени,
- Орден Трудового Красного Знамени
- Медали, в том числе:
  - Медаль «За победу над Германией в Великой Отечественной войне 1941—1945 гг.»
  - Юбилейная медаль «Двадцать лет Победы в Великой Отечественной войне 1941—1945 гг.»
  - Юбилейная медаль «Тридцать лет Победы в Великой Отечественной войне 1941—1945 гг.»
  - Юбилейная медаль «Сорок лет Победы в Великой Отечественной войне 1941—1945 гг.»